# The Cutting Room (film)
Pour plus de détails, voir Fiche technique et Distribution.
The Cutting Room est un film d'horreur britannique réalisé par Warren Dudley et sorti en 2015.

## Synopsis
Raz, Charlie et Jess, trois étudiants, sont sur le point de commencer leur travail de fin d'année sur une étude de médias...inconscient de la force malveillante se cachant profondément au-dessous de leur ville somnolente. Une vague soudaine de cyberpiratage et la disparition de deux jeunes filles de la ville mènent les trois étudiants à mener leur enquête. Il s finissent par aboutir à des baraquements militaires abandonnés, situés dans les profondeurs de la forêt entourant l'université. Mais ils se retrouvent alors prisonniers d'un terrifiant labyrinthe de tunnels qui ne semble permettre aucune évasion ... et une silhouette sombre démoniaque qui cherche à les torturer. Poursuivis, effrayés et perdus, Raz, Charlie et Jess doivent maintenant échapper aux baraquements ou subir l'horrible destin qui les attend.

## Fiche technique
- Titre original : The Cutting Room
- Réalisation : Warren Dudley
- Producteur :  TJ Herbert
- Producteur exécutif :
- Superviseur de la production :
- Producteur associé :
- Coordinateur de production :
- Musique :
- Société de production : Itchy Fish Film
- Société de distribution : Three Wolves Ltd
- Langue : anglais
- Date de sortie :
  - Royaume-Uni : 1er juin 2015[1]

## Distribution
- Parry Glasspool : Raz Scott
- Lucy:Jane Quinlan : Charlie Miller
- Lydia Orange : Jess Danns
- TJ Herbert : Mark Kallis
- Jason Rhodes : Seth Bridger
- Mkaya Carrigan : Rosy Clarke
- Roger O'Hara : Mr Clarke
- Emily Jayne : Christa Clarke
- Andromeda Godfrey : Mrs Miller
- Sam Chittenden : Mrs Jenkins
- Louisa Adams : Clara Jenkins
- Neil James : un policier
- Karen Boniface : Helena Barrow